# Pandemia de COVID-19 en Noruega
Este artículo es una descripción general de la cronología de la pandemia de enfermedad por coronavirus en Noruega y las medidas contra la pandemia tomadas en el país. El primer caso confirmado del virus en Noruega fue una mujer en Tromsø el 26 de febrero de 2020. En los días que siguieron, se registraron nuevos casos en todo el país, y muchos casos se pudieron rastrear a noruegos que habían estado de vacaciones en las zonas afectadas del Italia septentrional y Austria. El 26 de marzo de 2020, el número de casos confirmados en Noruega superó los 3.000.
El 6 de abril, el ministro de Salud y Cuidado, Bent Høie, afirmó que la pandemia de coronavirus estaba bajo control, ya que las cifras del Instituto Noruego de Salud Pública mostraron que cada persona infectada con coronavirus en Noruega probablemente infecte a un promedio de 0.7 personas más.
Hasta el 20 de febrero de 2022, se contabiliza la cifra de 1,136,409 casos confirmados y 1,548 fallecidos del virus.

### Situación actual

Casos de COVID-19 en Noruega a lo largo del tiempo.

## Cronología
- El 26 de febrero, Noruega confirmó el primer caso de COVID-19. El Instituto de Salud Pública de Noruega anunció que alguien dio positivo por SARS-CoV-2 después de regresar de China la semana anterior. La paciente estaba asintomática y con buena salud. Se sometió a un aislamiento voluntario en su casa en Tromsø.[8][9]

- El 27 de febrero, el Instituto de Salud Pública de Noruega anunció que se confirmó que tres personas más  dieron positivo para SARS-CoV-2. Dos de ellos viven en Oslo y estuvo enlazado al brote en Italia. El otro vive en Bærum y estuvo enlazado al brote en Irán. Todos pasaron por un período de aislamiento en su casa.[10]

- El 28 de febrero, una persona de Bergen y un empleado del Hospital de la Universidad de Oslo, Ullevål, dieron positivo y fueron colocados en aislamiento en sus casas. Ambos habían visitado el norte de Italia.[11][12] El 28 de febrero,  había 6 casos confirmados en Noruega.[11]

- El 29 de febrero, había 15 casos confirmados en Noruega.[11]

- Para el domingo 1 de marzo, se confirmaron un total de 19 casos. Bjørn Atle Bjørnbeth, jefe del hospital Ullevål en Oslo, informó que potencialmente había más de 100 personas que entraron en contacto con un miembro del personal infectado.[13][14]

- El 3 de marzo el total acumulado era de 25 casos confirmados en Noruega, con 5 de Vestland. Se confirma que un empleado del centro comercial Horizon en Åsane ha sido infectado por el virus, dice la gerente del centro, Lise Færøvik.[15] Hasta este momento, la mayoría de los casos son importados de Italia, y en ninguno de los casos los enfermos están graves, por lo tanto, todos están en cuarentena en casa. Se realiza la hipótesis que en el peor de los casos una cuarta parte de la población Noruega podría llegar a quedar infectada, y el gobierno está tomando medidas para atender a 1 millón de personas.

- El 4 de marzo, el total acumulado era de 56 casos confirmados en Noruega, todos los cuales estaban relacionados con brotes conocidos en el extranjero.[16] Hasta esa fecha, solo unos pocos de las personas infectadas habían sido infectados en Noruega (en particular 5 casos en un departamento del hospital de Ullevål, infectados por un colega que había estado en Italia).

- Para el 10 de marzo, el número total de casos confirmados en Noruega había aumentado a 400, y un número creciente de esos casos no se pudo vincular con viajes al extranjero o una persona conocida infectada, lo que indica que la transmisión comunitaria había comenzado en Noruega.[17]

- El 12 de marzo, se anunció el cierre nacional de sus fronteras, efectivo a partir de las 18 horas del mismo día. Durante dos semanas, las escuelas, jardines de infancia, gimnasios, peluquerías, etc. estaban cerrados. Los eventos y reuniones deportivas y culturales estaban prohibidos y se aplicaron restricciones a los restaurantes.[18] Estas medidas estaban en línea con las introducidas en otros países europeos como Dinamarca e Italia. El mismo día, Noruega tuvo su primera muerte debido al virus COVID-19. La víctima era una persona mayor que murió en el Hospital de la Universidad de Oslo.[19]

- A partir del 13 de marzo, Noruega prohibió las visitas a través del aeropuerto de Oslo. De todos modos, están permitidos los viajes de ciudadanos noruegos y nórdicos, los residentes extranjeros en Noruega y las personas que continúan a otro país.[20]
- El 16 de marzo, esto se extendió a todas las fronteras de Noruega y a los ciudadanos nórdicos no noruegos.[21] Los viajes nacionales continúan sin ninguna restricción. El 14 de marzo, se informaron las segunda y tercera muertes causadas por COVID-19.[22]

- El 6 de abril, el ministro de Salud de Noruega anunció que el brote estaba "bajo control" y que la tasa de reproducción de Sars-CoV-2 se había reducido a 0,7 en el país.[23]

## Estadísticas

### Gráficos

#### Total de infectados por sexo y edad
Fuente: Estadísticas del coronavirus y la COVID-19 en Noruega

#### Total de muertos por sexo y edad
Fuente: Estadísticas del coronavirus y la COVID-19 en Noruega.
Nota: Desde el 17 de marzo de 2022 el Instituto Noruego de Salud Pública ya no actualizará la distribución de muertes de COVID-19 por edad y sexo debido a una nueva definición que se usa para definir muertes por COVID-19.